# 許氏蟲鰻
許氏蟲鰻為輻鰭魚綱鰻鱺目糯鰻亞目蛇鰻科的其中一種，分布於印度太平洋區，從紅海、東非至薩摩亞群島海域，棲息深度1-13公尺，體長可達24公分，棲息在珊瑚礁、潟湖，為底棲性魚類，屬肉食性，會掘洞而居，可做為食用魚及餌魚。

## 擴展閱讀
維基物種上的相關：許氏蟲鰻